# Пиккарайнен, Томми
Томми Пиккарайнен (фин. Tommi Pikkarainen; род. 6 декабря 1969, Коккола) — финский футболист и тренер.

## Карьера
В качестве футболиста выступал на позиции защитника за финские клубы и за шведскую «Хускварну». Еще будучи игроком, начал свою тренерскую деятельность. качестве наставника некоторое время возглавлял известные финские клубы ВПС и ТПС. В 2020 году Пиккарайнен занимал пост главного тренера литовского коллектива А лиги «Ритеряй». Вместе с ним участвовал в розыгрыше Лиги Европы.